# Liste der Nummer-eins-Hits in Schweden (1975)
| Singles                                                                                    | Alben |
| ------------------------------------------------------------------------------------------ | --- |
| - George Baker Selection – Paloma Blanca - 10 Wochen (14. November 1975 – 18. Januar 1976) | - ABBA – ABBA - 2 Wochen (14. November – 26. November) - Flamingokvintetten – 6 - 2 Wochen (27. November – 10. Dezember) - ABBA – Greatest Hits - 8 Wochen (11. Dezember 1975 – 1. Februar 1976) |